# 九龍巴士74S線
九龍巴士74S線是香港的一條特別巴士路線，只在每年清明節及重陽節當日提供往來平田及和合石的服務，並途經觀塘市中心、牛頭角、九龍灣、新蒲崗、黃大仙、橫頭磡。

## 歷史
- 1990年4月5日清明節：本線投入服務，原稱74R，往返觀塘（翠屏道）及和合石，以減輕70X線的負荷。
- 1990年10月26日重陽節：九龍區總站遷往藍田地鐵站。
- 1992年4月4日清明節：來回程改經新界環迴公路（現稱粉嶺公路）。
- 1997年4月5日清明節：增派空調巴士行走。
- 1997年10月10日重陽節：改稱74S。
- 2006年10月30日重陽節：改為全線空調服務。
- 2013年10月13日重陽節：九龍區總站更改為平田。
- 2021年10月14日重陽節：來回方向繞經橋頭路，並增停「和合石靈灰安置所第六期」站。

## 服務時間
只在清明節及重陽節期間行走：
- 平田開：0700-1600（7-20分鐘一班）
- 和合石開：0800-1700（7-20分鐘一班）

- - 服務會在經通知後取消或縮減
  - 班次會因應需求略作調整

## 收費
- 全程：$21.9

| - 本線設有12歲以下小童及65歲或以上長者半價優惠。 - 65歲或以上香港居民使用「樂悠咭」，以及12歲以下合資格殘疾兒童使用「殘疾人士身份」個人八達通繳付車資，均可享有每程$2.0或半價（以較低者為準）的票價優惠；12至64歲合資格殘疾人士使用「殘疾人士身份」個人八達通（包括「樂悠咭」），以及60至64歲香港居民使用「樂悠咭」繳付車資，均可享有每程$2.0或全費（以較低者為準）的票價優惠。 - 65歲或以上長者如使用長者或一般個人八達通繳付車資，則只可享有半價優惠；12至64歲合資格殘疾人士如不使用「殘疾人士身份」個人八達通，以及60至64歲人士如不使用「樂悠咭」繳付車資，必須繳付全費。 - 乘客可以現金或八達通於上車時付款，不設找續。 - 每位成人乘客可免費攜帶最多兩名4歲以下而不佔座位的兒童乘客乘車，超額之4歲以下小童必須繳付小童車費乘車。 - 持有「九巴月票」之乘客在車票有效期內，每日可享最多10程任何九龍巴士及龍運巴士路線（包括本路線，以及聯營路線的九龍巴士／龍運巴士提供的班次；惟乘搭機場「A」及「NA」線則可享原價二七折優惠（不會計算每天10次合資格車程））；而B1線則每日可享最多各2程（不會計算每天10次合資格車程）。 - 九龍巴士、城巴、龍運巴士及陽光巴士全職員工及家屬（不包括外判職員）可免費乘搭本路線，惟必須拍職員或職員家屬八達通。 - 乘客亦可透過多元化電子支付系統（e度嘟）繳付車資，包括使用非接觸式VISA卡、JCB卡、萬事達卡、銀聯卡、美國運通、大來國際、Discover Card、Apple Pay、Google Pay、Samsung Pay、AlipayHK「易乘碼」、支付寶、WeChatHK／微信支付「搭車碼」、銀聯雲閃付「乘車碼」及BOC Pay「乘車碼」。乘客使用此付款方式，使用此支付方式的乘客可享有中途下車之分段收費，以及與其他九巴／龍運獨營路線或聯營線九巴／龍運班次之轉乘優惠，惟不適用於與非九巴／龍運路線之轉乘優惠，亦不能享有「公共交通費用補貼計劃」及「長者及合資格殘疾人士公共交通票價優惠計劃」。 |

## 用車
本線先後由九龍灣及將軍澳車廠負責派車，用車主要為載客量高的型號如都城嘉慕威曼都城巴士11米（S3M）、丹尼士巨龍11米（S3N）及12米（3N）、利蘭奧林比安11米（S3BL）及12米（3BL）等，以便疏導拜祭人潮，唯收費相宜、同樣途經兩地的常規路線70X線佔去大部份客源。因此，當70X線客滿後，才會有較多候車乘客選乘本線。直至2003年，另一條往來九龍東和新界北的277X線投入服務後，本線客量仍得以維持。從2000年代末起，部份班次改由沙田車廠負責派車。不過，近年本線派出之巴士，全由九龍灣車廠負責。
現時用車不固定，富豪B9TL、富豪超級奧林匹克巴士、E500 MMC等車款(皆以12米為主)有機會行駛本線。

## 行車路線
平田開經：安田街、平田街、安田街、藍田（北）巴士總站、德田街、啟田道、迴旋處、鯉魚門道、啟田道迴旋處、鯉魚門道、觀塘道、天橋、龍翔道、斧山道、彩虹道、彩虹臨時總站、彩虹道、斧山道、龍翔道、獅子山隧道、獅子山隧道公路、沙田路、大埔公路、吐露港公路、粉嶺公路、和合石交匯處、百和路、華明路、W100迴旋處及銘賢路。
和合石開經：銘賢路、W100迴旋處、華明路、百和路、粉嶺公路、吐露港公路、大埔公路、沙田路、獅子山隧道公路、獅子山隧道、龍翔道、蒲崗村道交匯處、蒲崗村道、彩虹道、彩虹通道、太子道東、觀塘道、鯉魚門道、迴旋處、啟田道、德田街及安田街。

### 沿線車站

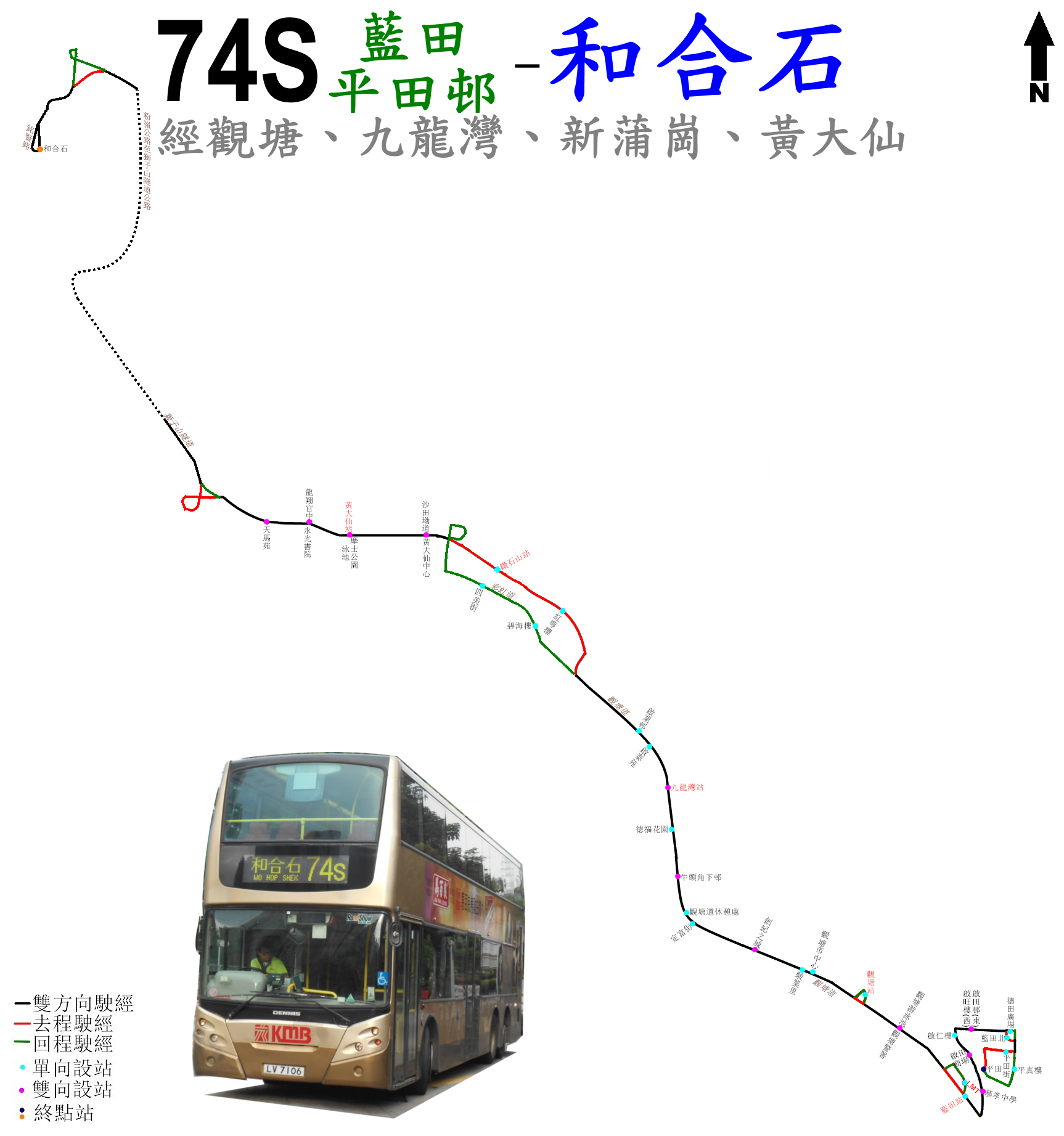
74S線的走線圖

| 平田開 | 平田開                           | 平田開             | 和合石開 | 和合石開                       | 和合石開             |
| 序號   | 車站名稱                         | 位置               | 序號     | 車站名稱                       | 位置                 |
| ------ | -------------------------------- | ------------------ | -------- | ------------------------------ | -------------------- |
| 1      | 平田巴士總站                     | 平田公共運輸交匯處 | 1        | 和合石巴士總站                 | 和合石巴士總站       |
| 2      | 平田街                           | 平田街             | 2        | 天馬苑                         | 龍翔道               |
| 3      | 藍田（北）                       | 藍田（北）巴士總站 | 3        | 龍翔官立中學                   | 龍翔道               |
| 4      | 啟田邨啟旺樓                     | 德田街             | 4        | 黃大仙轉車站－黃大仙站（B6）   | 龍翔道               |
| 5      | 啟田商場                         | 啟田道             | 5        | 黃大仙轉車站－沙田坳道（A1）   | 龍翔道               |
| 6      | 基孝中學                         | 啟田道             | 6        | 四美街                         | 彩虹道               |
| 7      | 藍田站                           | 鯉魚門道           | 7        | 彩虹轉車站－彩虹邨金碧樓（L2） | 彩虹邨通道           |
| 8      | 觀塘法院（F1）                   | 鯉魚門道           | 8        | 啟業邨                         | 觀塘道               |
| 9      | 觀塘站（E1）                     | 觀塘道             | 9        | 九龍灣站                       | 觀塘道               |
| 10     | 駿業里（C6）                     | 觀塘道             | 10       | 牛頭角下邨                     | 觀塘道               |
| 11     | 觀塘轉車站－創紀之城（B1）       | 觀塘道             | 11       | 觀塘道休憩處                   | 觀塘道               |
| 12     | 定富街                           | 觀塘道             | 12       | 牛頭角站（V3）                 | 觀塘道               |
| 13     | 牛頭角下邨                       | 觀塘道             | 13       | 觀塘轉車站－觀塘市中心（T5）   | 觀塘道               |
| 14     | 德福花園                         | 觀塘道             | 14       | 觀塘站（R2）                   | 觀塘站公共運輸交匯處 |
| 15     | 九龍灣站                         | 觀塘道             | 15       | 觀塘游泳池                     | 鯉魚門道             |
| 16     | 啟泰苑                           | 觀塘道             | 16       | 藍田站                         | 鯉魚門道             |
| 17     | 牛池灣轉車站－彩虹邨紅萼樓（H7） | 龍翔道             | 17       | 基孝中學                       | 啟田道               |
| 18     | 鑽石山站                         | 龍翔道             | 18       | 康田苑                         | 啟田道               |
| 19     | 黃大仙轉車站－沙田坳道（C3）     | 龍翔道             | 19       | 啟田邨啟仁樓                   | 啟田道               |
| 20     | 摩士公園泳池                     | 龍翔道             | 20       | 啟田邨                         | 德田街               |
| 21     | 天馬苑                           | 龍翔道             | 21       | 德田廣場                       | 德田街               |
| 22     | 和合石巴士總站                   | 和合石巴士總站     | 22       | 平田邨平真樓                   | 安田街               |
|        |                                  |                    | 23       | 平田巴士總站                   | 平田公共運輸交匯處   |